# Utulei
Utulei – wieś w Samoa Amerykańskim; na wyspie Tutuila; 684 mieszkańców (2010). W miejscowości znajdują się budynki rządowe, a także Rainmaker Hotel.